# هارلان بيج ديفيدسون
هارلان بيج ديفيدسون (بالإنجليزية: Harlan Page Davidson)‏ هو سياسي أمريكي، ولد في 15 سبتمبر 1838 في هوكسيت في الولايات المتحدة، وتوفي في 20 يناير 1913. نشط حزبياً في الحزب الجمهوري.